# 251
| [ Edytuj tabelę ] | |
| Władca Korei      | - 248 Chungch’ŏn 270                                                                                             |
| Papież            | - 251 Nowacjan 258 - 251 Korneliusz 253                                                                          |
| Król Persji       | - 241 Szapur I 272                                                                                               |
| Cesarz Rzymu      | - 249 Decjusz 251 - 251 Herenniusz Decjusz 251 - 251 Hostylian 251 - 251 Trebonian Gallus 253 - 251 Woluzjan 253 |

Rok 251 / CCLI
stulecia: II wiek ~
III wiek ~
IV wiek

lata: 241 «
246 «
247 «
248 «
249 «
250 «
251
» 252
» 253
» 254
» 255
» 256
» 261

## Wydarzenia
Europa
- marzec – Korneliusz wybrany papieżem. Trzej przekupieni biskupi wybrali antypapieża Nowacjana.
- czerwiec – bitwa pod Abrittus, w walkach z Gotami zginął cesarz rzymski Decjusz. Jego następca Trebonian Gallus zawarł pokój z Gotami i zapłacił im trybut.
- Najazd Wizygotów na rzymską Dację.

## Zmarli
- 5 lutego – Agata Sycylijska, męczennica chrześcijańska (ur. 235).
- czerwiec – Decjusz, cesarz rzymski; poległ w bitwie.
- czerwiec – Herenniusz Decjusz, syn Decjusza; poległ w bitwie.
- 7 września – Regina z Alezji, męczennica chrześcijańska.
- Hostylian, młodszy syn Decjusza.
- Izydor z Chios, męczennik chrześcijański.